# Dědová
Obec Dědová (německy Diedowa) se nachází v okrese Chrudim, kraj Pardubický. Žije zde 131 obyvatel.

## Historie
První písemná zmínka o obci pochází z roku 1392.

## Přírodní poměry
Jihovýchodně od vesnice leží tři oddělené části přírodní památky Bahna.

## Galerie

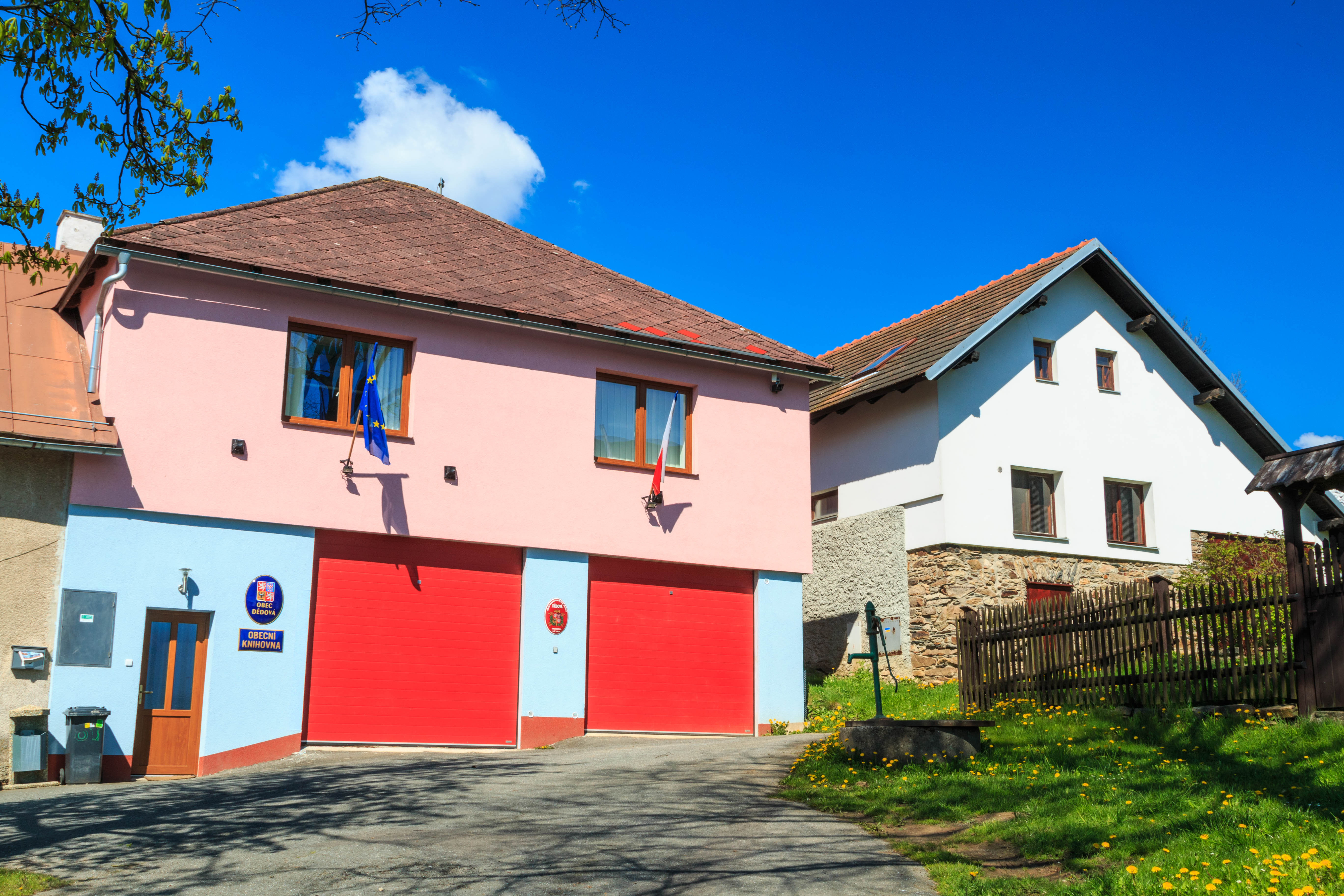
Obecní úřad
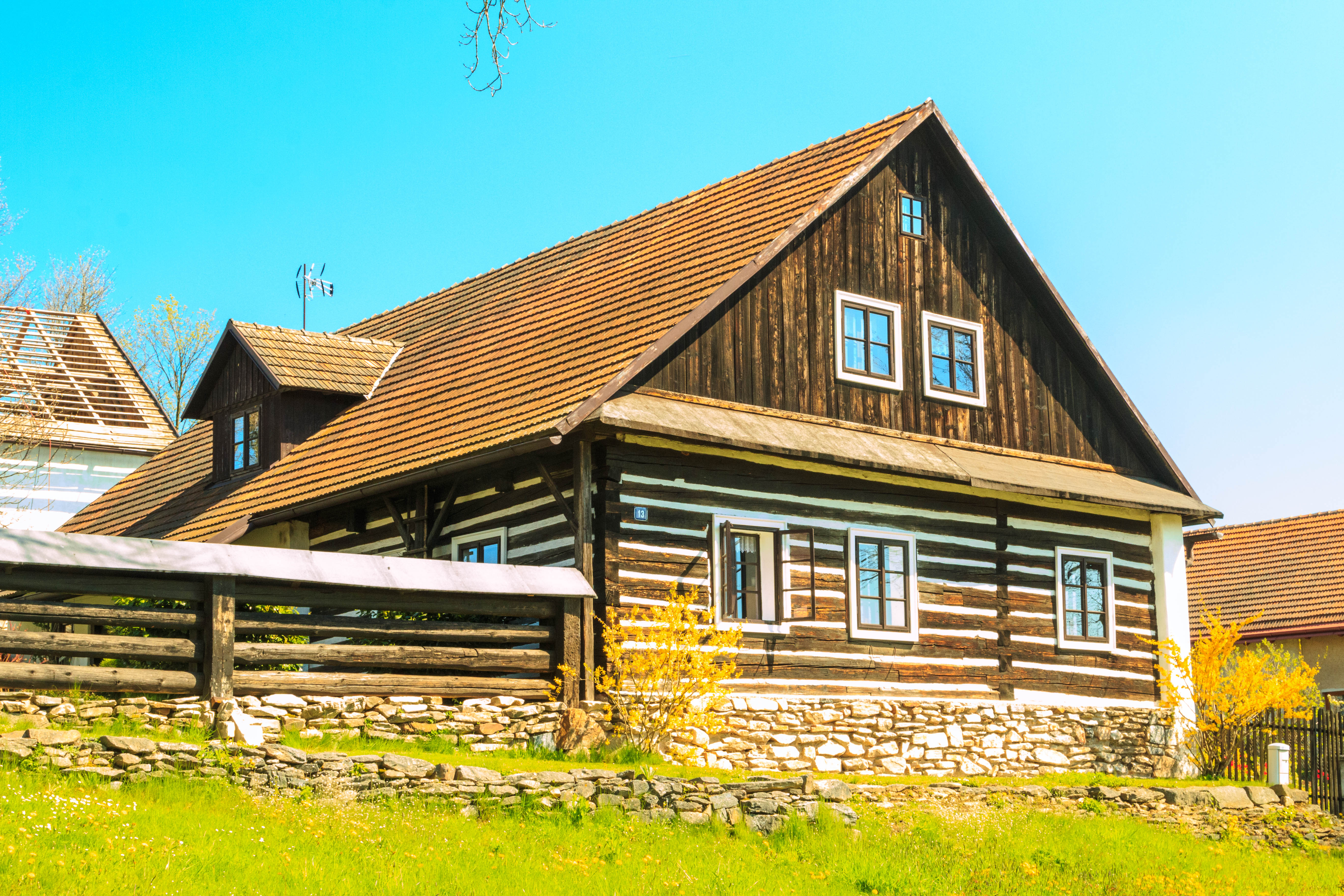
Čp. 13
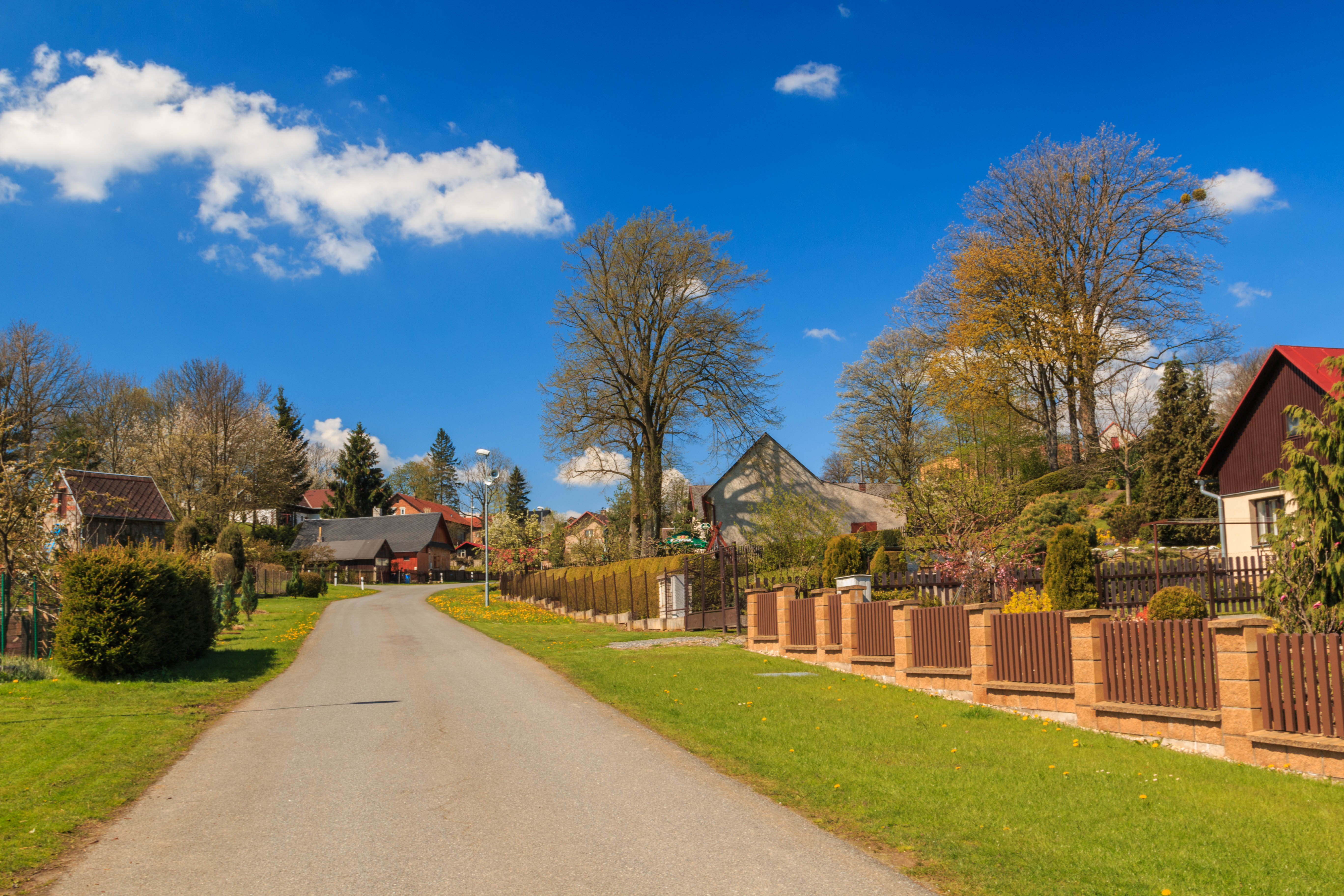
Čp. 71
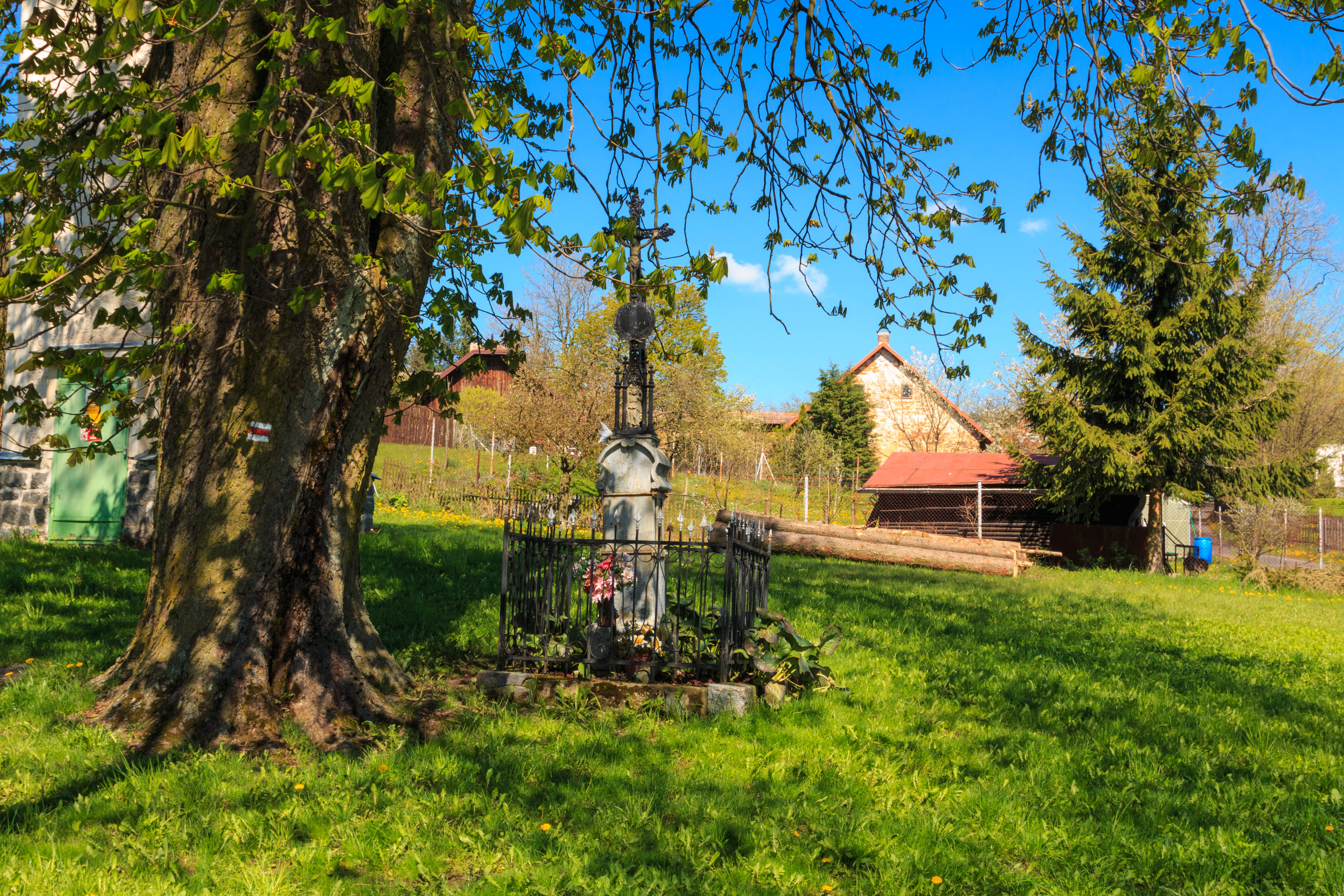
Křížek
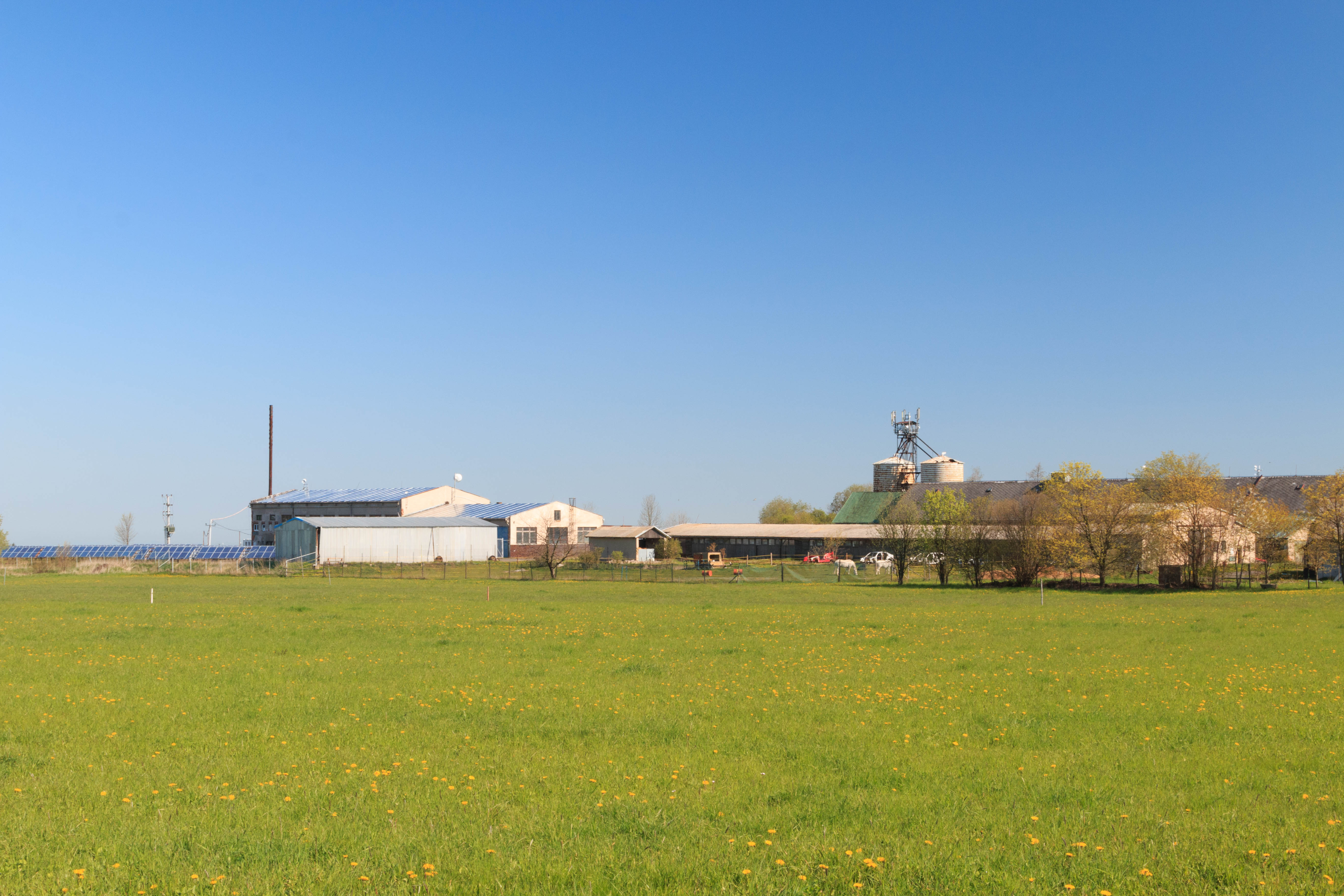
Farma